# 龙塞斯瓦列斯高地

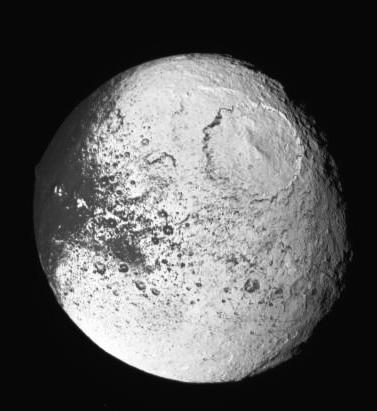
卡西尼號拍攝的龙塞斯瓦列斯高地和部分卡西尼區。安傑利爾撞擊坑是影像右上方明顯的巨大撞擊坑。

龙塞斯瓦列斯高地（Roncevaux Terra）是土星衛星土衛八高反照率區域，而土衛八另一個半球是相當暗的卡西尼區。一般認為龙塞斯瓦列斯高地表面的物質本來是土衛八表面以下的物質；而卡西尼區的物質可能是覆蓋在較明亮的冰層上方，或者是表面的冰昇華後留下較暗的物質。
龙塞斯瓦列斯高地是以法國史詩羅蘭之歌中的龙塞斯瓦列斯山口戰役命名。行星地質學中的「Terra」是指面積相當廣大的陸塊。
龙塞斯瓦列斯高地上最巨大的直徑504公里撞擊坑被命名為安傑利爾撞擊坑，該撞擊坑部分區域被較小的格爾恩撞擊坑覆蓋。這兩個撞擊坑都以羅蘭詩歌中的聖騎士命名。

## 外部連結
- Gazetteer of Planetary Nomenclature Roncevaux Terra